# Augustalia

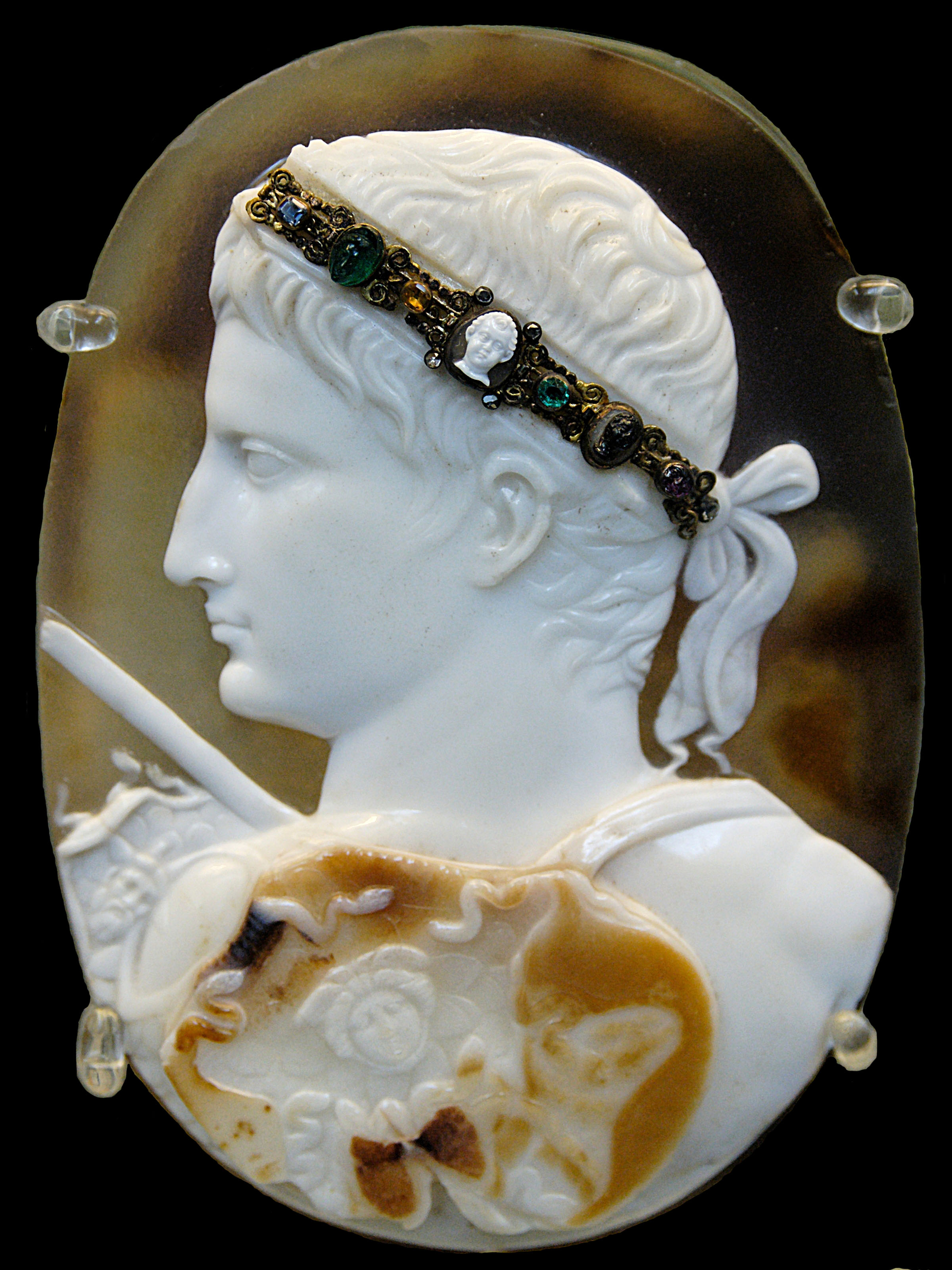
El camafeo de Blacas (principios del), que representa a Augusto con una égida

Las Augustalia eran unas fiestas romanas que se celebraban en honor de Augusto.
Se celebraron por primera vez en el año 19 a. C. para conmemorar cuando Augusto regresó a Roma, después de haber establecido la Pax Romana en Oriente. Entre los honores otorgados, sólo aceptó un altar dedicado a la diosa Fortuna, que le había respaldado. 
En esta ocasión, los juegos fueron similares a los que festejaban su nacimiento, celebrados en el circo, en el 4º de los idus de octubre, y se renovaron en años sucesivos a cargo de los cónsules. Estos juegos fueron llamados Ludi augustales, pero no serían inscritos en los fastos como celebración anual, hasta que los recogió un decreto del Senado del año 14.
Después de la muerte de Augusto, las fiestas se hicieron más solemnes, como en honor de su divinidad, y el tesoro público se hizo cargo de sus costes, siendo responsables de que así ocurrieran, los tribunos de la plebe. Más tarde, la responsabilidad fue asumida por el praetor peregrinus.
Las fiestas duraban del 5 al 12 de octubre y eran precedidas por una procesión en el circo, donde a pie y probablemente, en carros y literas, se portaban las imágenes de Augusto, su genio, las del emperador reinante, y otras figuras. Los magistrados que presidían los juegos figuraban en esta procesión con la vestimenta triunfal.
Se daba también el nombre de Augustalia (Sebasta, Sebasmia o Augousteia), a los juegos celebrados fuera de Roma en honor de Augusto, ya fuese por el día de su nacimiento o por otras circunstancias.
Existen registros de las Augustalia en Neapolis, Alejandría, Pérgamo o Nicomedia y todavía en tiempos de Dion Casio, en el año 230 se seguían celebrando.
Actualmente quedan vestigios en las fiestas de Lugo (Lucus Augusti) y en Zaragoza (Caesar Augusta) que celebran sus fiestas en esa misma fecha.